# François Ruffin

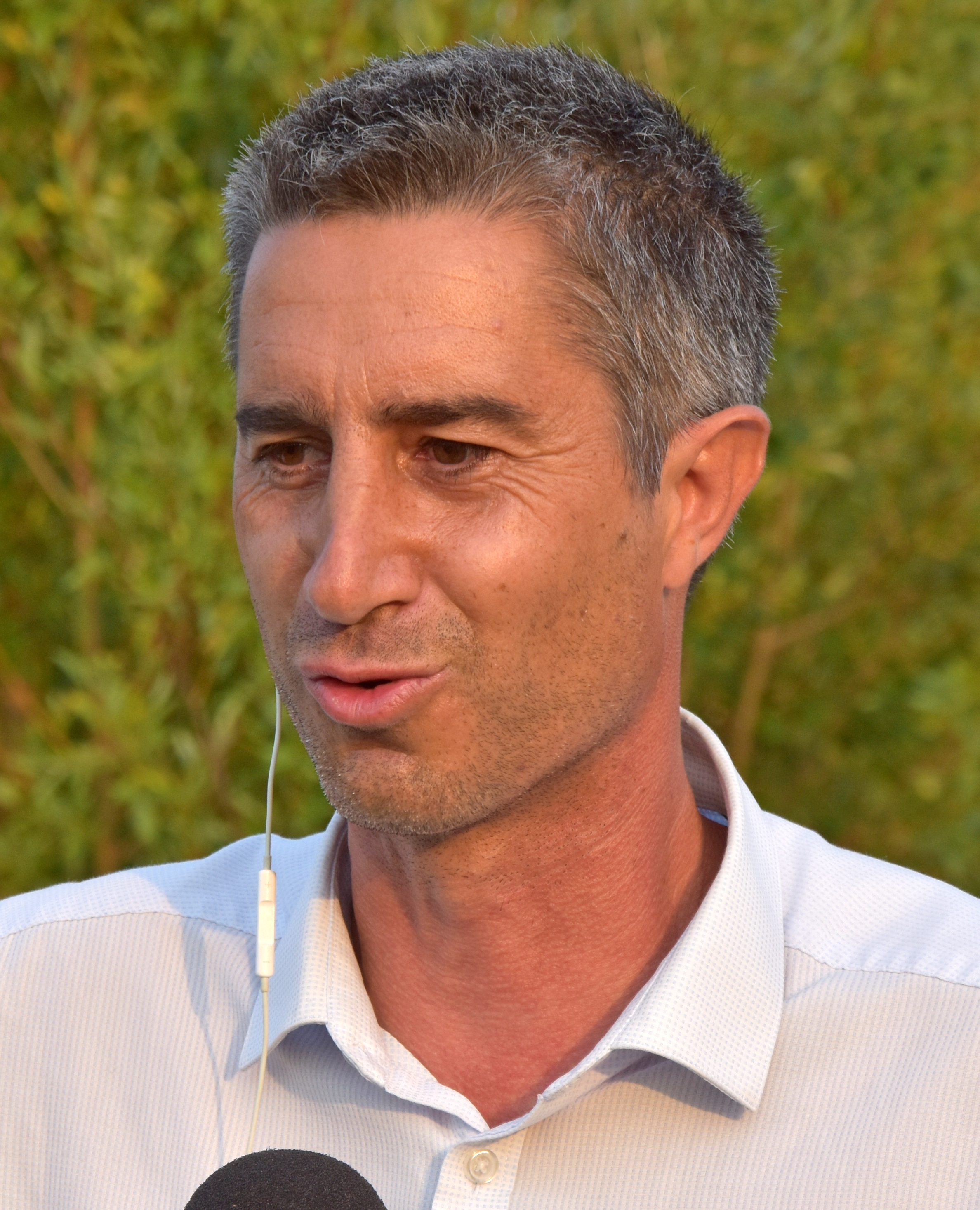
François Ruffin

François Ruffin (* 18. Oktober 1975 in Calais) ist ein französischer Journalist, Essayist, Regisseur und Politiker. Er ist seit 2017 Abgeordneter der Nationalversammlung.
Im Jahr 1999 gründete François Ruffin die linksgerichtete satirische Zeitschrift Fakir, deren Chefredakteur er seitdem ist. Außerdem schreibt er für die Monatszeitung Le Monde diplomatique und war bei der globalisierungskritischen Radiosendung Là-bas si j'y suis  auf France Inter als Redakteur beteiligt. Für seinen ersten Film Merci Patron ! über eine Familie, die wegen Produktionsverlagerung ihren Arbeitsplatz verliert, erhielt er im Jahr 2017 den französischen Filmpreis César für den besten Dokumentarfilm. Der Film spielte, nach Einschätzung einiger Medien, eine Rolle bei der Entstehung der sozialen Bewegung Nuit debout.
Wie Frédéric Lordon galt auch er als einer der intellektuellen Köpfe von Nuit debout. Bei der Parlamentswahl 2017 trat Ruffin im Département Somme unter dem Slogan „Picardie Debout“ an. Seine Kandidatur erhielt eine breite Unterstützung von linken Parteien und Bewegungen: LFI,  Kommunisten und von den Grünen. Am 18. Juni 2017 wurde Ruffin in der zweiten Runde mit 55,97 % der Stimmen in die Nationalversammlung gewählt. In der Parlamentswahl 2024 wurde er im zweiten Wahlgang mit 52,96 % wiedergewählt, erklärte aber, dass er nicht mehr der parlamentarischen Gruppe der LFI angehören wird.